# Île de Long Island (Nouvelle-Calédonie)
Pour les articles homonymes, voir Long Island (homonymie).
L'île de Long Island est un îlot de Nouvelle-Calédonie dans les Pléiades du Sud, une des îles Loyauté.